# 古在由直

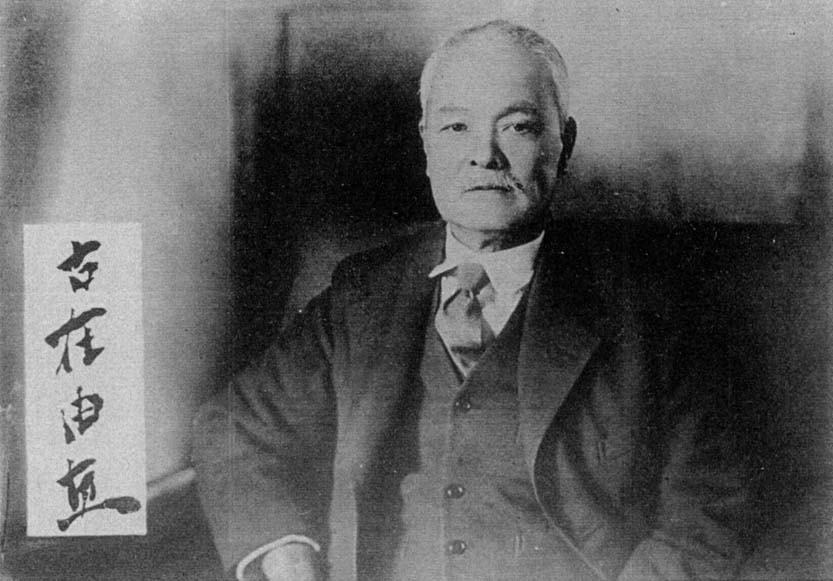
古在由直

古在 由直（こざい よしなお、1864年1月28日〈文久3年12月20日〉 - 1934年〈昭和9年〉6月18日）は、日本の農芸化学者。東京帝国大学元総長。土壌、肥料、発酵化学の業績のほか、足尾鉱毒事件の鉱毒が銅であることを立証したことで知られる。

## 生涯
山城国京都千本通二条上る（現・京都府京都市中京区）の柳下家に生まれ、母の実家・古在家の養嗣子となる。1880年に軍人を志して上京するも身長が足りず、翌年新聞記者を目指して築地英語学校（現・明治学院大学）に入学したが、友人の勧めで受験した駒場農学校（東京大学農学部の前身）に合格し入学。お雇い外国人として来日したばかりのドイツ人農芸化学者オスカル・ケルネルに師事。
1886年（明治19年）、同校農芸化学科を卒業し、ケルネルの助手を務める。翌年 駒場農学校の後身である東京農林学校の助教授となり、1889年（明治22年）同校教授に就任し、1890年（明治23年）、帝国大学農科大学助教授に就任する。同年足尾鉱毒事件被害農民の依頼により、同僚の長岡宗好とともに学術調査し、1892年に被害原因を銅とする科学的分析結果を発表、その後も農民の補償要求に協力した。同年、女性活動家の清水紫琴と結婚。
1895年（明治28年）、ドイツのライプニッツ大学に留学し、牛乳腐敗菌の研究でドイツ学界に名声をえ、1899年（明治32年）、農学博士号を取得する。帰国後の1900年（明治33年）、東大農科大学教授に就任。1905年、農事試験場技師および場長を兼任し、1911年東京帝国大学農科大学学長に就任（1919年に東京帝国大学農学部となった際にはそのまま農学部長に就任）。1920年（大正9年）、東京帝国大学総長に就任し、関東大震災後の同大の復興に尽力し、1925年（大正14年）、総長に再選、1928年まで務めた。1934年に71歳で死去。墓所は青山霊園(1ロ20-40)。

## 栄典
- 1891年（明治24年）12月21日 - 正八位[5]

## 業績
- 足尾鉱毒事件の調査で銅による汚染を実証し[6]、農民の立場に立ち世論を喚起した。
- 日露戦争時は非常時農業対策に参画した。
- 東大総長任期中に起きた関東大震災で大きな被害に遭った大学の復興事業を先頭に立って実施した。
- ワシントンの桜として知られる東京市長尾崎行雄がアメリカに贈った桜2000本は害虫病害により焼却処分されたが、その代わりとして贈った3000本は当時農事試験場長を務めていた古在由直が指揮して育てたものである[7]。兵庫の伊丹で育成された台木と、東京の荒川土手の桜を静岡の興津で継ぎ育て、青酸ガスを用いた燻蒸処理などを施されて届けられた。

## 著作

### 著述
- 『醗酵論』永木暁三郎記、東京税務管理局、1902年3月。全国書誌番号:40068432。
- 『醗酵化学研究法』江守顕、1921年3月。 NCID BA53110791。全国書誌番号:43028165。

### 共著
- 古在由直、安藤広太郎、鈴木梅太郎、島村虎猪『鳥類の脚気様疾病に関する研究並に白米の食品としての価値』農商務省農事試験場、1910年7月。 NCID BA30279738。全国書誌番号:40063289。

### 序文
- 吉田満平編著『植物生理土壌肥料学』沢村真校閲、須原屋、1907年5月。 NCID BA87162967。全国書誌番号:40060330。
- 井坂勝則・内藤信夫 編『実験改良 農蚕業大全』安藤安・渡瀬寅次郎校閲、盛業館、1910年10月。 NCID BB10366848。全国書誌番号:40060909。
- 西田藤次『新編柑橘病害と予防法』嵩山堂〈西ケ原叢書 第13巻〉、1914年11月。 NCID BN06484040。

## 家族・親族
父は京都所司代の与力で、陽明学の権威春日潜庵の弟子でもあった柳下景由、母はその後妻で古在弥五兵衛の長女・良子。父には前妻との間に二女があった。母の兄の古在卯之助は父と同じ春日潜庵の門下で古在家の当主だったが、明治4年（1871年）に没したため、由直（幼名・省吉）は明治6年に卯之助の養嗣子として古在家を継いだ。実父も13歳の時に亡くなり、母一人子一人で育った。
妻・豊子は漢学者清水貞幹の長女（三女とも）で、明治25年（1892年）に結婚した。友人で実験室の助手清水謙吉の妹であった豊子は明治元年（1868年）岡山県生まれで、京都府立第一高等女学校卒。清水紫琴の筆名で自由民権運動の活動家・小説家として活動し、由直とは再婚。由直・豊子夫妻は4男1女をもうけるが、三男と長女は夭折。長男・由正は東洋史学者・幣原坦の次女・澄江と結婚。次男・由重はマルクス主義哲学者。国立天文台初代台長を務めた天文学者の古在由秀は由正・澄江夫妻の長男（従って由直の嫡孫）に、農学博士で第12代千葉大学学長を務めた古在豊樹は由重の息子にあたる。